# Sollerö hembygdsgård
Sollerö hembygdsgård på Sollerön anlades av Sollerö hembygdsförening. År 1920 köpte föreningen en tomt i Bengtsarvet och dit har sedermera flyttats tolv gamla byggnader. Från hembygdsgården utgår en skyltad vandringsled längs Dalarnas största vikingatida gravfält och genom byn Bengtsarvet.
På 1950-talet övertogs hembygdsgården av dåvarande Sollerö kommun. Sedan kommunsammanslagningen 1971 har den ägts av Mora kommun, men hembygdsföreningen återtog den år 2003.
Hembygdsgården är öppen sommartid med ett kafé. Midsommarfirandet är mycket välbesökt.